# A esmorga
|  | Per a altres significats, vegeu «A esmorga (pel·lícula 2014)». |

A esmorga és una novel·la tremendista escrita per Eduardo Blanco Amor, publicada a Buenos Aires el 1959 i a Galícia el 1970. Va ser una de les primeres novel·les gallegues de la postguerra, i va marcar una fita de la història de la literatura gallega. La seva repercussió en les generacions posteriors la van elevar a un lloc destacat com a cànon literari. El llibre va ser adaptat per al cinema i el teatre, i traduït a diverses llengües.

## Cinema

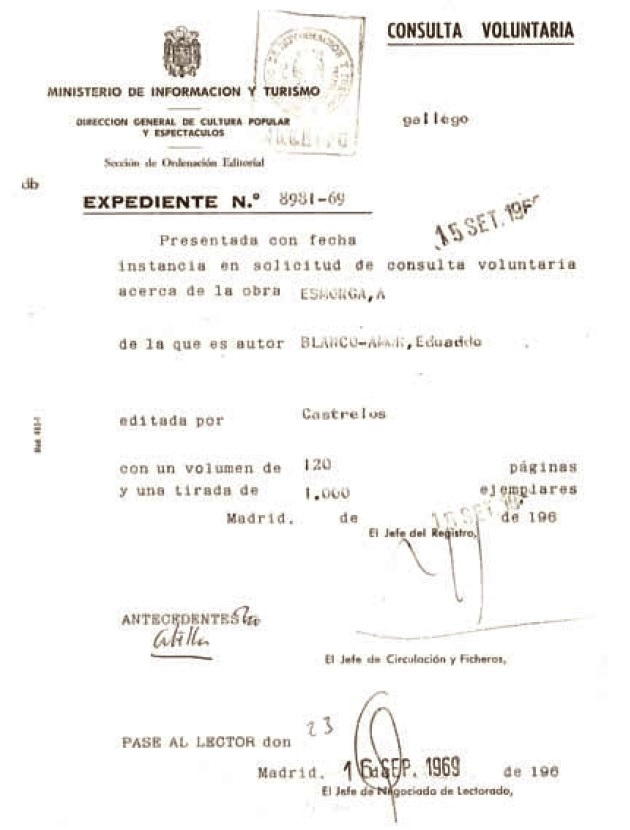
Expedient de censura, 1969.

L'obra fou adaptada al cine amb el títol de Parranda el 1977, sota la direcció de Gonzalo Suárez i el guió del mateix Blanco Amor, e, el 15 de novembre de 2014, es va estrenar A esmorga, sota la direcció d'Ignacio Vilar, en el Festival de Cine Internacional d'Ourense, i 21 de novembre en tota Galícia.

## Teatre
L'obra ha estat portada al teatre en diverses ocasions. El grup d'Ourense Sarabela Teatro va realitzar muntatges de l'obra el 1996 i el 2010, sobre l'adaptació que van escriure els dramaturgs Begoña Muñoz i Carlos Couceiro. Ambdós muntatges van rebre premis María Casares de teatre.

## Traduccions
Fou traduïda:
- Al castellà, pel mateix autor el 1960, amb el títol de La Parranda.[6]
- A l'asturià.
- A l'italià, per part d'Attilio Castellucci el 2006, publicada per l'editorial Carucci co mesmo nome, A esmorga e por Manuele Masini en 2007, «La Baldoria», SEF editrice.
- Al francès, per part de Vincent Ozanam el 2007, i publicada per l'editorial bretona Terre de Brume amb el títol de Le noce.
- A l'anglès, per part de Craig Patterson el 2012, «On a bender», Gales: Ed. Planet, 2012. ISBN 978-0-9540881-9-4.[7]
- Al català, per part de Jaume Silvestre, sota el títol «La gresca», Mallorca: El Gall Editor, 2014. ISBN 978-84-941685-2-9.